# ショーン・ディロン
ショーン・ディロン (Sean Dillon) は、ジャック・ヒギンズの小説に登場する架空の人物。ショーン・ディロン・シリーズと称される一連のシリーズの主人公。

## 略歴
北アイルランド出身。父子家庭ではあったものの平凡な幼年期を送り、成長して王立演劇学校に入学。才能を認められて、「サー・ローレンス・オリビエの再来」と周囲から期待されていたが、19歳の時に父親がベルファストでIRAと落下傘部隊の銃撃戦に巻き込まれて死んだのきっかけにIRAに入り、テロリストの道を邁進することになる。ガンマンとして頭角を現し、伝説のテロリストの一人になるが、IRAの大義に幻滅して離脱する。その後はフリーの傭兵として活動していた。このため登場第1作の『嵐の眼』では湾岸戦争時のイラクの依頼によりイギリスでテロを起こす悪役として登場する。マーティン・ブロスナンやリーアム・デブリンの妨害をかいくぐって、ダウニング街に迫撃砲を打ち込むことには成功するが、首相の暗殺には失敗する。ただし逃亡には成功する。
「千の顔を持つ男」と言われるほどの演技の技術を生かして、当局に捕まらなかったことが自慢であったが、ふとした気まぐれでコソボに医療物資をセスナで運ぶ仕事を請け負ったことが運命を暗転させる。実はチャールズ・ファーガスンの差し金で、医療物資にスティンガーミサイルが入っていたのだった。セスナで戦闘機を撃墜することをやってのけるが、結局はセルビア人勢力に捕まってしまう。ところが、ファーガスンの方でスキューバーダイビングが出来るエージェントが必要になったので、釈放と引き換えにファーガスンの元で働くことになる。
性格は一見すると陽性のように見えるが、世界の全てについて冷めた眼で見ていて、世の中はおろか自分の生死でさえも知ったことじゃないとばかりに達観している。ただし、友人や知人に関しては達観できないようである。敵には冷酷非情で破滅するまで追い詰める。また、一度取り交わした約束を違わないことを信条としているが、その代わり裏切られたら必ず報復する。
戦闘能力などのおよそエージェントに必要とされる実務能力全てに長けている他、練達のダイバーで、陸上では銃撃されて防弾チョッキで助かったり、仲間に救われたりするなど必ずしも無敵ではないが、水中に引きずりこんでしまえばほぼ100%と言っても良い勝率を誇る。演技の才能はありすぎるぐらいにあるが、『サンダーポイント』以降では効果的に使われているとは言えないので、その点についての批判がある。
作者が描くテロリスト主人公の多くに共通するように、身長が欧米圏の人物としては低めである。作中でも、概してチンピラや敵の喧嘩売り文句に反映される。
所属文化圏の平均よりも身長が低めなことで演技の特殊能力が万能性を発揮しないとも言えるので、批判するのも酷ではないかという意見もある。

## 作品の特徴
基本的には007シリーズやダーク・ピット・シリーズの同列の系統で、敵の陰謀をディロンたちが防ぐといった内容である。イギリスとディロンの関係上、IRAのテロリストたちが絡んでくる話が多い。ただ、ディロンが悪役をやっていたように主人公側がまったく善玉と言い切れないのが特徴である。
他の類似の作品が「大義」に希望を持ち従うのに対し、ショーンは近しい人間や慎ましく生きる庶民に対する人間性は保つものの、社会システムとしての「大義」には絶望している。この点が、作品の内容に一種の人間的リアリティを提供している。

## 関連人物
- イギリス政府関係者
  - チャールズ・ファーガスン
首相直属の諜報機関「グループ・フォア」のボスで階級は准将（のち少将）。ディロンが登場しない作品でもイギリス側の責任者としてたびたび登場する人物である。母親はアイルランド人だが、陸軍士官学校から近衛歩兵連隊とエリートコースを歩む。ただし、19歳の時には少尉として朝鮮戦争に従軍していた。友達から「煮ても焼いても食えない」と評される人物でえげつない策略を使うが陰湿さがまったくない。反面、部下想いな一面もあってディロンとの間には奇妙な友情が結ばれる。独身のようで、召使に元グルカ兵のキムがいるだけである。
  - ハンナ・バーンスタイン
ロンドン警視庁の主任警部（警視に昇進）で殉職した前任者に代わってファーガスンの補佐官になった。職務で4人殺した前科がある。ユダヤ系で祖父はラビ、父親は優秀な外科医。正義の人なので、元テロリストで目的のためなら法を破ることも辞さないディロンに反発することもあるが、同時に惹かれていたりもする。
  - サイモン・カーター
イギリス秘密情報局の副長官で、ファーガスンのやり口には反感を抱いている。ファーガスンは忠誠心だけは認めていたが、最近のシリーズでは重要な情報をグループ・フォアに流さないことが多くなった。
  - レイシー
  - パリー
イギリス空軍のパイロット。ガルフストリームによるファーガスン一行の送迎や、ディロン達の空挺作戦でドライバーとして指名されることが多いので登場機会が多いといえば多いが、フルネームが明かされていないことが物語るように役割として存在しているだけであって、ストーリーに積極的に関わることはない。
- 民間人
  - ハリー・ソルター
ロンドンのギャング。煙草と酒の密輸入で設けている他、バーも経営している。悪党ではあるが外道なことはしない人物。過去の事件でディロンたちに助けてもらったことがある。デブリンの行動に付き合う甥のビリーを心配しているが、自身もいい歳なのに無茶したがることから周囲から心配されている。
  - ビリー・ソルター
ハリーの甥。伯父のビジネスの片腕として働いている。粗暴な趣のあるチンピラであったが哲学書を読む趣味がある。戦闘能力がある上にスキューバーダイビングの上級者であったことからディロンにある作戦に誘われ、相棒として活動することによって自分の道を見出せた。伯父に心酔しており、ディロンとは兄弟のような関係。なお、酒が飲めない体質。
  - リーアム・デブリン
詳しくは『鷲は舞い降りた』を参照。現在は隠居生活に入っていて、アドバイザーとして時々登場する。ディロンとはIRA時代の師弟のような関係だったが、穏健派のデブリンのやり方にディロンが反発して決裂。『嵐の眼』では激しくやりあっていたが、ディロンがグループフォアに入ったので和解している模様。
- アメリカ政府関係者
  - ブレイク・ジョスソン
大統領直属の捜査機関ベイスメント（地下室）の責任者。ベトナム戦争で功績を挙げた後、法科大学院に入って法曹の資格を得た後にFBIに入局、上院議員時代のジェイク・キャザレットの命を救ったことから、キャザレットが大統領になると抜擢された。過去に共同で作戦をこなしたことからディロンの数少ない盟友になっている。基本的には正義の人であるが、バーンスタインと比較して法を重んじるタイプではない。
  - ジェイク・キャザレット
このシリーズにおけるアメリカ合衆国大統領。好感の持てる人物である。上流階級の出身だがベトナム戦争に従軍、この時の体験で喫煙者になっている。ディロンには娘を助けてもらったことがある。ナンタケットの別荘で息抜きするのが趣味。
  - アリス・クォンビー
ジョンスンの秘書。ベイスメントの運営はジョンスンとアリスの2人で、任務は外注というシステムをとっている。
  - クインシー・スミス
キャザレットお気に入りの警護官。背の高い黒人男性で湾岸戦争に従軍した経歴を持つ。ボディーガードという役割上は当然ながら、大統領を庇って負傷したり、ベトナム戦争経験者と戦って格の違いを見せ付けられるなど不運な目に会うことが多い。
  - ハリー・パーカー
ニューヨーク市警の刑事。コロンビア大学の卒業生だが警察官になった。ジョンスンの知り合いで、ベイスメントへの誘いを受けている。殺人捜査班のチーフであり、パソコンの専門家らしい。